# Chionea lyrata
Chionea lyrata là một loài ruồi trong họ Limoniidae. Chúng phân bố ở miền Tân bắc.